# Alchemy of Souls
Alquimia das Almas (hangul: 환혼) é uma série de televisão sul-coreana estrelada por Lee Jae-wook, Jung So-min, Go Youn-jung e Hwang Min-hyun. Escrito pelas irmãs Hong, retrata as histórias de jovens magos lidando com o céu e a terra. Foi ao ar na tvN de 18 de junho de 2022 a 8 de janeiro de 2023, todos os sábados e domingos às 21h10 (KST) por 30 episódios. Também está disponível para streaming na TVING e Netflix.
A série foi dividida em 2 partes: Parte 1 exibida de 18 de junho a 28 de agosto de 2022, com 20 episódios, enquanto a Parte 2 (Alquimia das Almas: Luz e Sombra) foi exibida de 10 de dezembro de 2022 a 8 de janeiro de 2023, com 10 episódios.

## Sinopse

### Parte 1
Ambientado em um país fictício chamado Daeho, a série conta a história de amor e o crescimento de jovens magos enquanto eles superam seus destinos distorcidos devido a um feitiço mágico proibido conhecido como "alquimia das almas", que permite que as almas troquem de corpo.
Segue a história de um guerreira de elite chamado Nak-su, cuja alma fica acidentalmente presa dentro do corpo de uma mulher fraca chamada Mu-deok. Ela se envolve com Jang Uk, que vem de uma família nobre, então torna-se sua serva e também mestre e ensina suas habilidades a Uk enquanto os dois acabam se apaixonando.

### Parte 2
3 anos depois da tragédia arquitetada por Jin Mu, que levou Mu-deok a ser enfeitiçada e matar pessoas inocentes, Jang Uk, que retornou dos mortos como resultado da poderosa Pedra de Gelo dentro de seu corpo, torna-se um implacável caçador de almas.E ele acaba se tornando cada vez mais isolado devido ao seu desgosto pela morte de seu amor Mu-deok. Ele então conhece a misteriosa herdeira de Jinyowon, Jin Bu-yeon, cujas palavras frequentemente lembram as de Nak-su.

## Elenco
- Lee Jae-wook como Jang Uk[2]
  - Park sang-hoon como o jovem Jang Uk[13]
- Jung So-min como Mu-deok / Nak-su (após a alquimia das almas) / Jin Bu-yeon (nome de nascimento da Mu-deok)[7][14]
- Go Youn-jung como Nak-su (antes da alquimia das almas)[5] / Cho Yeong (nome verdadeiro)[15] / Jin Bu-yeon (na parte 2)[16]
  - Gu Yoo-jung como o jovem Nak-su[17]
- Hwang Min-hyun como Seo Yul[18]
  - Moon Seong-hyun como o jovem Seo Yul[19]

### Coadjuvantes

#### Família Jang
- Oh Na-ra como empregada doméstica Kim Yeon[20]
- Joo Sang-wook como Jang Gang[21]
- Bae Gang-hee como Do-hwa[22]
- Jang Tae-min como Servo Lee[16]

#### Família Seo
- Do Sang-woo como Seo Yun-oh[23]

#### Songrim
- Yoo Jun-sang como Park Jin[24]
- Yoo In-soo como Park Dang-gu[25]
- Lee Ha-yool como Sang-ho[26]

#### Sejukwon
- Lee Do-kyung como Heo Yeom[27]
- Hong Seo-hee como Heo Yun-ok[28]
- Jung Ji-an como Soon-yi[29]
- Kim Yong-jin como Médico Seo

#### Cheonbugwan
- Jo Jae-yoon como Jin Mu[2]
- Choi Ji-ho como Gil-ju[30]
- Cha Yong-hak como Yeom-su[31]
- Lee Ji-hoo como Cha Beom[32]
- Lee Bong-jun como Gu Hyo[33]
- Joo Min-soo como Han Yeol[34]

#### Família Jin (Jinyowon)
- Park Eun-hye como Jin Ho-gyeong[27]
- Joo Seok-tae como Jin Woo-tak[35]
- Arin como Jin Cho-yeon[25]
- Yoon Hae-bin como o jovem Jin Bu-yeon[9]

#### Família Real
- Shin Seung-ho como Go Won[36]
- Choi Kwang-il em breve[37]
- Kang Kyung-hu  /Shim So-young como Seo Ha-sun[38][39]
- Park Byung-eun como Go Seong[21]
- Lee Ki-seop como Eunuco Oh[40]
- Jeong Ji-sun como Eunuco Kim[41]

## Audiência
Avaliações médias de audiência de TV
| Ep. | Data de transmissão original | Parcela média de audiência (Nielsen Coreia) | Parcela média de audiência (Nielsen Coreia) |
| Ep. | Data de transmissão original | Em todo o país                              | Seul                                        |
| Parte 1 | Parte 1                      | Parte 1                                     | Parte 1                                     |
| --- | ---------------------------- | ------------------------------------------- | ------------------------------------------- |
| 1 | 18 de junho de 2022          | 5,205% (1st)                                | 4.833% (1st)                                |
| 2 | 19 de junho de 2022          | 5,872% (1st)                                | 6,047% (1st)                                |
| 3 | 25 de junho de 2022          | 5,288% (1st)                                | 5,315% (1st)                                |
| 4 | 26 de junho de 2022          | 6,841% (1st)                                | 6,878% (1st)                                |
| 5 | 2 de julho de 2022           | 5,352% (1st)                                | 5,253% (1st)                                |
| 6 | 3 de julho de 2022           | 6,639% (1st)                                | 6,880% (1st)                                |
| 7 | 9 de julho de 2022           | 5,311% (1st)                                | 5,158% (1st)                                |
| 8 | 10 de julho de 2022          | 6,826% (1st)                                | 6,694% (1st)                                |
| 9 | 16 de julho de 2022          | 5,204% (1st)                                | 5,329% (1st)                                |
| 10 | 17 de julho de 2022          | 6,958% (1st)                                | 6,835% (1st)                                |
| 11 | 23 de julho de 2022          | 4.989% (1st)                                | 4,908% (1st)                                |
| 12 | 24 de julho de 2022          | 7,091% (1st)                                | 7,032% (1st)                                |
| 13 | 30 de julho de 2022          | 6,290% (1st)                                | 6,008% (1st)                                |
| 14 | 31 de julho de 2022          | 7,600% (1st)                                | 7,484% (1st)                                |
| 15 | 6 de agosto de 2022          | 6,610% (1st)                                | 6,710% (1st)                                |
| 16 | 7 de agosto de 2022          | 7,453% (1st)                                | 7,544% (1st)                                |
| 17 | 20 de agosto de 2022         | 7,566% (1st)                                | 7,767% (1st)                                |
| 18 | 21 de agosto de 2022         | 9,295% (1st)                                | 9,793% (1st)                                |
| 19 | 27 de agosto de 2022         | 7,915% (1st)                                | 8,121% (1st)                                |
| 20 | 28 de agosto de 2022         | 9,218% (1st)                                | 9,903% (1st)                                |
| Parte 2 |                              |                                             |                                             |
| 21 | 10 de dezembro de 2022       | 6,719% (1st)                                | 7,852% (1st)                                |
| 22 | 11 de dezembro de 2022       | 7,743% (1st)                                | 8,808% (1st)                                |
| 23 | 17 de dezembro de 2022       | 7,176% (1st)                                | 8,236% (1st)                                |
| 24 | 18 de dezembro de 2022       | 8,458% (1st)                                | 9,366% (1st)                                |
| 25 | 24 de dezembro de 2022       | 7,134% (1st)                                | 7,665% (1st)                                |
| 26 | 25 de dezembro de 2022       | 8,237% (1st)                                | 9,206% (1st)                                |
| 27 | 31 de dezembro de 2022       | 6,644% (1st)                                | 6,654% (1st)                                |
| 28 | 1º de janeiro de 2023        | 8,605% (1st)                                | 10,078% (1st)                               |
| 29 | 7 de janeiro de 2023         | 8,218% (1st)                                | 8,853% (1st)                                |
| 30 | 8 de janeiro de 2023         | 9.651% (1st)                                | 10.603% (1st)                               |
| Média | Média                        | 6.665%                                      | 7.099%                                      |
| - Na tabela acima, os blue numbers representam as classificações mais baixas e os red numbers representam as classificações mais altas. - Esta série foi exibida em um canal a cabo/TV paga que normalmente tem uma audiência relativamente menor em comparação com a TV aberta/emissoras públicas (KBS, SBS, MBC e EBS). |                              |                                             |                                             |